# Hauser Zoltán
Hauser Zoltán (Károlyfalva, 1954. augusztus  18. –) nyugalmazott rektor, intézményvezető, az Eszterházy Károly Tanárképző Főiskola Oktatás- és Kommunikációtechnológiai Tanszékének  vezetője, főiskolai tanár, neveléstudományi kutató, címzetes egyetemi tanár, borász.

## Tanulmányai, munkássága
Az Egri Tanárképző Főiskolán matematika-műszaki szakon, valamint az Eötvös Loránd Tudományegyetem Bölcsészettudományi Karán pedagógia szakon diplomázott. 1984-ben egyetemi doktori fokozatot szerzett “Eltérő tanítási stratégiák összehasonlító elemzése” című disszertációjával, 1999-ben PhD tudományos fokozatot szerzett, “Oktatástechnológiai curriculum fejlesztés a tanárképzésben” doktori kutatásával.
1978-tól az Eszterházy Károly Tanárképző Főiskola oktatója,  kezdetben tanársegéd, majd adjunktus, docens, főiskolai tanár. 2000-től tanszékvezető az Oktatás- és Kommunikációtechnológiai Tanszéken.
Oktatóként az oktatás- és információtechnológia, a videóelmélet-, és gyakorlat, valamint a mozgókép- és médiakultúra tartoznak szakterületei közé. Emellett szerkesztő-produceri feladatokat is ellátott, valamint közoktatási és szakképzési szakértőként is elismert. Kutatóként a multimédia-fejlesztés médiapedagógiai vonatkozásaival, az e-learning lehetőségeivel és oktatástechnológiai curriculumok fejlesztésével foglalkozik.  
Évtizedeken keresztül az Országos Tudományos Diákköri Tanács tagja, több ciklusban annak szakmai bizottsági elnöke.
1994-től a rektori megbízatása előtt 7 évig az Eszterházy Károly Főiskola általános főigazgató-helyetteseként dolgozott, majd 2001-től 2013-ig az Eszterházy Károly Főiskola rektori tisztségét töltötte be.
A pedagógusképzés területén reformerként tekintenek rá, innovatív tevékenységével hozzájárult a hazai képzési rendszer - elsősorban a tanárképzés - megújításához. Aktív részese volt a Bologna rendszer magyarországi meghonosításának, továbbá több, mint egy évtizedes rektori tevékenységével megalapozta az Eszterházy Károly Főiskola egyetemmé válását.
Munkájának köszönhetően jöhetett létre Egerben a többkarú Egyetem, amely az elmúlt évtizedek szakmai és infrastrukturális fejlesztéseinek köszönhetően, egy modern, folyamatosan megújuló, korszerű intézmény.  
Rektori tevékenysége alatt sikerült elérnie, hogy főiskolánk az országban egyedüli olyan intézmény legyen, ahol két doktori iskola alapítása is megvalósult, a Történelem, majd a Neveléstudomány területén. Nevéhez kötődik a Sárospataki Főiskola intézményünkhöz csatlakozásának tevékenysége. Rektori pozícióját követően aktív szerepet vállalt a Sárospataki Campus fejlesztésében, mint rektori megbízott.
2021-től a Tokaj-Hegyalja Egyetem létrehozását előkészítő bizottságot vezette majd az egyetem létrejöttét követően tanácsadóként, oktatóként járult hozzá az egyetem fejlődéséhez.

## Díjak, elismerések
Munkáját számos helyi és országos, valamint nemzetközi kitüntetéssel ismerték el.
1989-ben Miniszteri Dicséret kapott kiemelkedő teljesítményért.
1992-ben megkapta az Eszterházy Károly Emlékérmet.
2006-ban a Magyar Köztársaság Érdemrend Középkereszt fokozata kitüntetésben részesült.
2009-ben megkapta a Dobó kardját. Dobó Kardja Rend minden évben ősszel a diadalmas magyar vitézi szablya hiteles másolatát adományozza azoknak, akik Eger városát munkájukkal és elhivatottságukkal méltán népszerűsítik. Dr. Hauser Zoltán munkája és elhivatottsága nyomán vált az egri alma mater az ország egyik legelismertebb intézményévé.
2012-ben a Magyar Katolikus Püspöki Konferencia Pro Cultura Christiana-díjat adományozott Hauser Zoltánnak, az egri Eszterházy Károly Főiskola rektorának. A kitüntetést a testület nevében a konferencia elnökhelyettese, Ternyák Csaba egri érsek adta át a főiskola névadója, Eszterházy Károly egri püspök kinevezésének 250. évfordulója alkalmából megrendezett emlékünnepségen. A díjjal a püspöki konferencia köszönetét fejezi ki mindazért, amit a főiskolának helyet adó Egri Líceum felújításáért és az Egri Egyházmegyével való lelki-szellemi együttműködésért tett.
2016-ban ez egyetem jogelőd intézményének (Eszterházy Károly Főiskola) 12 éves rektori munkásságáért, valamint Eszterházy Károly Főiskola Comenius Kar működéséért felelős 2013 és 2016 között rektori megbízottként végzett munkájáért " Egyetemépítő Díszpolgár" kitüntetést kapott.
2019-ben megkapta  Dobó kardját. Dobó Kardja Rend minden évben ősszel a diadalmas magyar vitézi szablya hiteles másolatát adományozza azoknak, akik Eger városát munkájukkal és elhivatottságukkal méltán népszerűsítik. Dr. Hauser Zoltán munkája és elhivatottsága nyomán vált az egri alma mater az ország egyik legelismertebb intézményévé. 
2023-ban  érdemei elismeréséül a Tokaj-Hegyalja Egyetem szenátusa címzetes egyetemi tanári címmel tüntette ki Sárospatak felsőoktatásának fejlesztéséért végzett  két évtizedes munkájáért. Különösen nagy szerepet játszott abban, hogy 2021-ben létrejöhetett a Tokaj-Hegyalja Egyetem.
2024-ben Eger Megyei Jogú Város Önkormányzata Közgyűlése a város hírnevének öregbítéséért, valamint kiemelkedő felsőoktatási tevékenysége elismeréseként Díszpolgári Címet adományozott Hauser Zoltánnak.

## Tagságok
1991-től 2013-ig alapító kuratóriumi elnöke volt a Lyceum Pro Scientiis Közhasznú Alapítványnak.
2001-2013 között a Magyar Rektori Konferencia (MRK) elnökségének több éven keresztül a tagja, a főiskolai tagozat elnöke, az MRK Pedagógusképzési Bizottsága elnöke.
2016-tól MTA PTB Pedagógusképzési Albizottságának elnöke, 2023-tól társelnöke.
2022-től a Magyar Comenius Társaság elnökségének tagja.
Tagja a Hundidac Szövetségnek.

## Közéleti tevékenységek
Az intézményírányítás-, és fejlesztés mellett borásszattal is foglalkozott, Kis-Tóth Lajossal közösen alapították meg és működtedték a Magister Borászatot, valamint a főiskola életébe is bevezették a borászat alapjait.
2012-ben munkássának köszönhetően  „Eger szõlõ és borkultúrájáért emlékérmet” az Eszterházy Károly Fõiskola kapta, az intézmény képviseletében a díjat Hauser Zoltán rektor vette át. A magyar felsõoktatás képzési szerkezetében megjelenő Bologna-rendszernek több képzési formájában van jelen a bor az egri felsőoktatásban, amelyet tananyagfejlesztési projektek és az Egri Borászati Klaszter megalakulása is megerősített. 
Az  egri Bor Bikavér Lovagrend oszlopos tagja.
Aktív motorja volt az egri sport életnek. A főiskolai kézilabda-csapat a rektori tevékenysége alatt felkerült az első osztályba. A főiskolai kosárlabda csapat aktív támogatója és egyik vezetője.